# Калифорнийская (порода кроликов)
Калифорнийская — скороспелая порода кроликов мясного направления средних размеров. Калифорнийский кролик имеет акромеланистический белый окрас с тёмными пятнами на мордочке, лапах, хвосте и ушах.

## История
Калифорнийская порода кроликов была выведена в начале двадцатого столетия американским селекционером Джорджем Вестом. Название получила по названию родного штата создателя. Во время процесса отбора участвовали представители следующих пород: новозеландские, шиншилловые, горностаевые.
Кролики этой породы получили хорошие мясные характеристики и неплохую шерсть. Они быстро растут — к трём-шести месяцам готовы к убою. У крольчих отличные материнские качества. Первые годы своего существования новый род распространения не получил. Но постепенно животноводы рассмотрели положительные стороны. Поэтому сейчас зверьки занимают лидирующее место среди мясных видов.

## Внешний вид и описание породы
Кролики калифорнийской породы средних размеров по величине, средняя масса взрослого кролика достигает 4,5 кг. Стандартный окрас калифорнийца чисто белый. Уши, нос, лапки, хвост от тёмно-коричневого до чёрного цвета. У кроликов с хорошей родословной окрас пятен чёткий и ровный. Конституция крепкая, костяк тонкий и легкий, однако очень прочный. Голова некрупная с тонкими короткими ушами, не превышающими 10,5 см. Туловище короткое, сбитое, пропорционально развитое. Шея короткая, хорошо развит поясничный крестцовый отдел, округлый зад. Цвет глаз от светло-розового до красного. Лапы короткие, толстые, хорошо опушены, подгрудок отсутствует.